# Malý Mikuláš (kniha)
Malý Mikuláš, francouzsky Le Petit Nicolas, je první knížka ze série Malý Mikuláš, kterou napsal francouzský spisovatel René Goscinny a ilustroval Jean-Jacques Sempé. Do češtiny knihu přeložila Tamara Sýkorová-Řezáčová a vydalo nakladatelství BB art v roce 1997.

## Příběhy
- Upomínka na celý život
- Kovbojové
- Polívka
- Kopaná
- Byl u nás inspektor
- Rex
- Džozef
- Nádherná kytice
- Žákovky
- Lojzička
- Nacvičovali jsme pro pana ministra
- Kouřím
- Paleček
- Kolo
- Jsem nemocný
- Byli jsme za školou
- Na návštěvě u Celestýna
- Pan Semtele nemá rád slunce
- Utekl jsem z domova